# Глізе 229 B

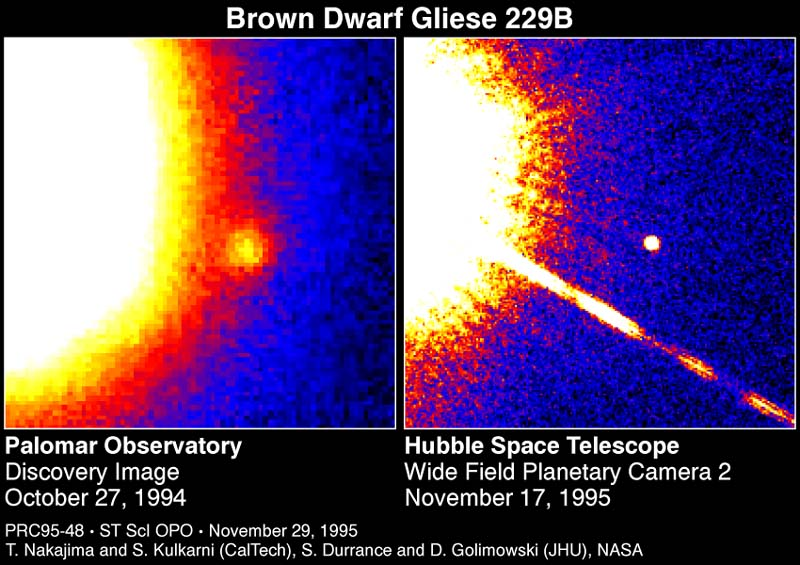

Глізе 229 B (лат. Gliese 229 B) — коричневий карлик у подвійній зоряній системі Gliese 229, що розташована на відстані близько 19 світлових років від Сонця в напрямку сузір'я Зайця. Один із двох перших коричневих карликів, які безпосередньо спостерігалися. 
Обертається на відстані близько 40 а.о. від головної зорі (для порівняння — його орбіта подібна до орбіти Нептуна в Сонячній системі). Температура поверхні становить близько 950 К. Маса становить понад 80 мас Юпітера[джерело?].